# Priorado de St Ives

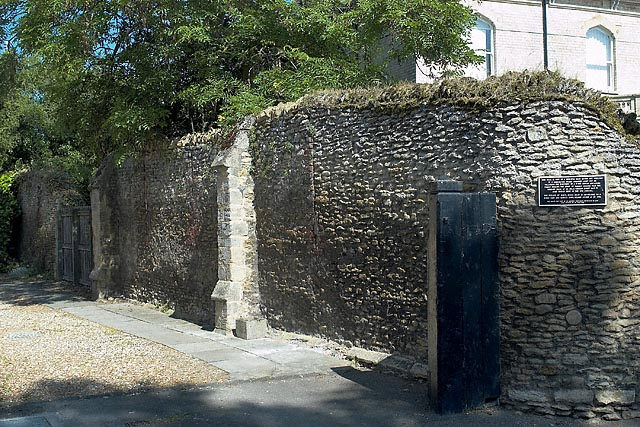
Restos de uma parede do Priorado

O Priorado de St Ives foi um priorado em Cambridgeshire, Inglaterra. Foi estabelecido em 1017 por monges da Abadia de Ramsey.